# Wilhelm Welter (SS-Mitglied)

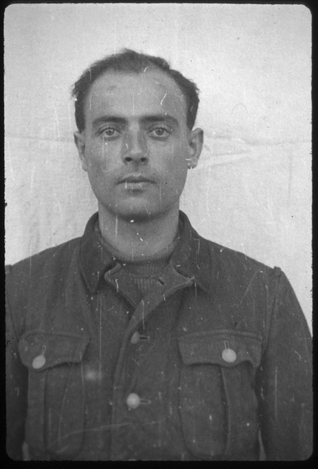
Wilhelm Welter in amerikanischer Internierung. Aufnahme von 1945.

Wilhelm Welter (* 24. Januar 1913 in Bonn; † 29. Mai 1946 in Landsberg am Lech) war ein deutscher SS-Hauptscharführer und als Arbeitsdienstführer im KZ Dachau eingesetzt.

## Biografie
Welter, gelernter Schlosser, war verheiratet und Vater dreier Kinder. Zum 1. Oktober 1936 trat er in die SS ein (SS-Nummer 293.845) und war Angehöriger der bei Konzentrationslagern stationierten SS-Totenkopfverbände. Anschließend wurde Welter bis zum Juli 1943 als Arbeitsdienstführer im KZ Dachau eingesetzt. Zum 1. Mai 1943 wurde er zum Hauptscharführer befördert. Danach wurde er auf sein Betreiben hin zu einer kämpfenden Einheit an die Ostfront versetzt. Am 17. Januar 1944 erhielt Welter während Kampfhandlungen eine schwere Kopfverletzung durch einen Granatsplitter und wurde bis Ende April 1944 in mehreren Krankenhäusern behandelt. Spätestens ab Juli 1944 wurde Welter als Kommandoführer in Dachauer Außenlagern, hauptsächlich dem KZ-Außenlager Friedrichshafen eingesetzt. Vom 1. Januar 1945 bis Anfang Mai 1945 war er Ausbilder bei der Hitlerjugend in Birgsau und wurde in den letzten Kriegstagen noch zur Waffen-SS an die Front versetzt. Nachdem er von seiner Einheit getrennt wurde, kehrte er am 7. Mai 1945 nach Dachau zurück und wurde dort am 9. Mai 1945 festgenommen.
Am 15. November 1945 wurde Welter im Dachau-Hauptprozess, der im Rahmen der Dachauer Prozesse stattfand, aufgrund der Anklage von Kriegsverbrechen vor ein US-amerikanisches Militärgericht gestellt und am 13. Dezember 1945 mit 35 weiteren Mitangeklagten zum Tod durch den Strang verurteilt. Beim Urteil wurden als individuelle Exzesstaten bei Welter die schwere Misshandlung von Häftlingen, unter anderem durch Schlagen mit einer Peitsche, berücksichtigt. Das Urteil wurde am 29. Mai 1946 im Kriegsverbrechergefängnis Landsberg vollstreckt.